# 罗尼翁河畔朗克
罗尼翁河畔朗克（法語：Lanques-sur-Rognon，法語發音：[lɑ̃k syʁ ʁɔɲɔ̃]）是法国上马恩省的一个市镇，属于肖蒙区。

## 地理
罗尼翁河畔朗克（48°5'14"N, 5°22'11"E）面积13.12 平方千米，位于法国大東部大區上马恩省，该省份为法国东北部内陆省份，北起马恩省和默兹省，西接奥布省，西南接科多尔省，东南接上索恩省，东临孚日省。
与罗尼翁河畔朗克接壤的市镇（或旧市镇、城区）包括：阿日维尔、比耶勒、芒德尔拉科特、梅努沃、诺让。

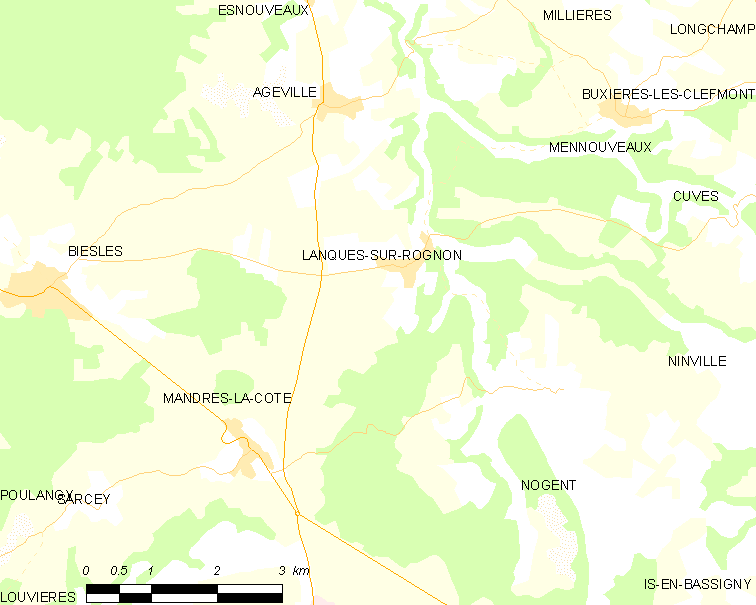
罗尼翁河畔朗克的OSM定位图

罗尼翁河畔朗克的时区为UTC+01:00、UTC+02:00（夏令时）。

## 行政
罗尼翁河畔朗克的邮政编码为52800，INSEE市镇编码为52271。

## 政治
罗尼翁河畔朗克所属的省级选区为诺让县。

## 人口

1962-2008年间罗尼翁河畔朗克人口变化图示

罗尼翁河畔朗克于2022年1月1日时的人口数量为212人。